# M40 (fuzil)
O M40 é um fuzil de precisão (sniper) de ação por ferrolho usado pelo Corpo de Fuzileiros Navais dos Estados Unidos. Ele teve 4 variantes: M40, M40A1, M40A3 e M40A5. O M40 foi introduzido em 1966. A mudança para o modelo A1 foi concluída na década de 1970, o A3 na década de 2000 e o A5 em 2009.
O M40 original era uma versão de tipo militar do Remington Model 700; era feito em fábrica e tinha uma armação de madeira. O M40A1 e o A3 mudaram para armações de PRFV fabricadas pela McMillan, com novas miras.
O M40A5 incorpora um carregador destacável e um cano rosqueado para permitir o uso de um silenciador ou outro dispositivo de boca.
O Corpo de Fuzileiros Navais americano planeja substituir o M40 pelo Mk 13 Mod 7.

## História

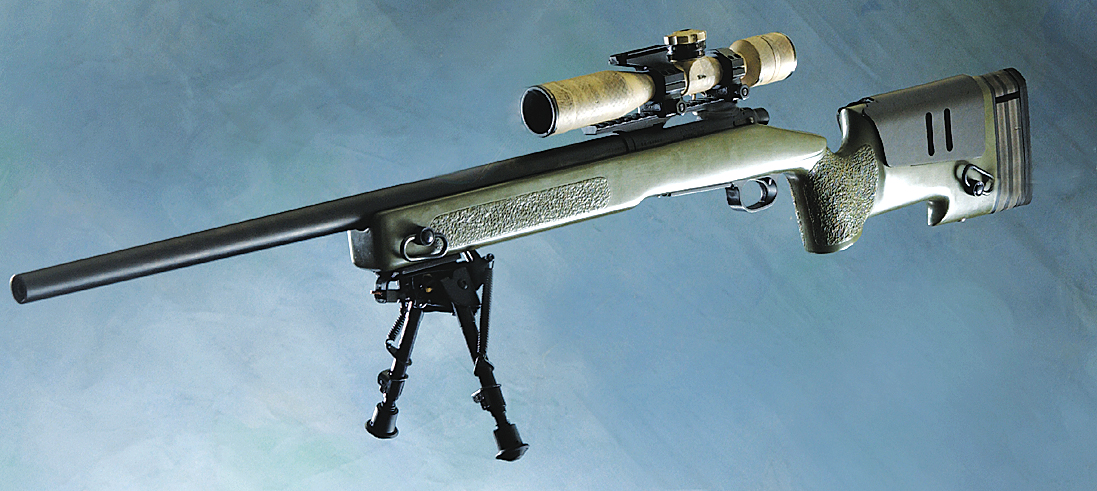
O M40A3

Durante a Guerra do Vietnã, o Corpo de Fuzileiros Navais decidiu que precisava de um fuzil de precisão padrão.  Depois de testar várias possibilidades, eles encomendaram setecentos fuzis Remington Modelo 40x (versão varmint do fuzil de ação por ferrolho Remington Model 700) e deram-lhes a designação M40.  A maioria tinha uma mira telescópica variável Redfield 3–9x Accurange montada. Com o tempo, certas fraquezas, principalmente o empenamento do material todo em madeira, tornaram-se aparentes.
Em algum momento no início da década de 1970, os armeiros do USMC em MCB Quantico começaram a reproduzir os M40 originais em M40A1. O processo envolveu, entre outras melhorias, a substituição das coronhas de madeira originais por coronhas de fibra de vidro McMillan A1, bem como a substituição das miras telescópicas originais de potência variável 3–9× Redfield por miras telescópicas de potência fixa 10× Unertl. O M40 foi originalmente projetado por Jack Cuddy e Neill Goddard. A coronha apresentava suportes para bandoleira Wichita e um protetor de coronha Pachmayr.
O Corpo começou a procurar um substituto para a série M40 em 2004, mas não elaborou os requisitos até 2009, enquanto trabalhava com o SOCOM. Os planos para um "fuzil de precisão do século XXI" foram pausados enquanto os resultados do Exército do programa Precision Sniper Rifle do SOCOM eram finalizados em 2013. O Corpo de Fuzileiros Navais finalmente decidiu continuar atualizando a série M40A e manter a munição 7,62 NATO, principalmente devido ao custo mais alto de cartuchos maiores e treinamento de franco-atiradores que podem causar mortes além do alcance efetivo da arma.
Em abril de 2018, o Corpo de Fuzileiros Navais dos EUA anunciou que substituiria o M40 pelo Mk 13 Mod 7. O Mk 13 com câmara para o cartucho .300 Winchester Magnum tem um alcance de 1.300 metros, superior ao de 1.000 metros do M40, dando aos franco-atiradores da Marinha capacidades semelhantes às do M2010 Enhanced Sniper Rifle do Exército dos EUA.

## Operadores

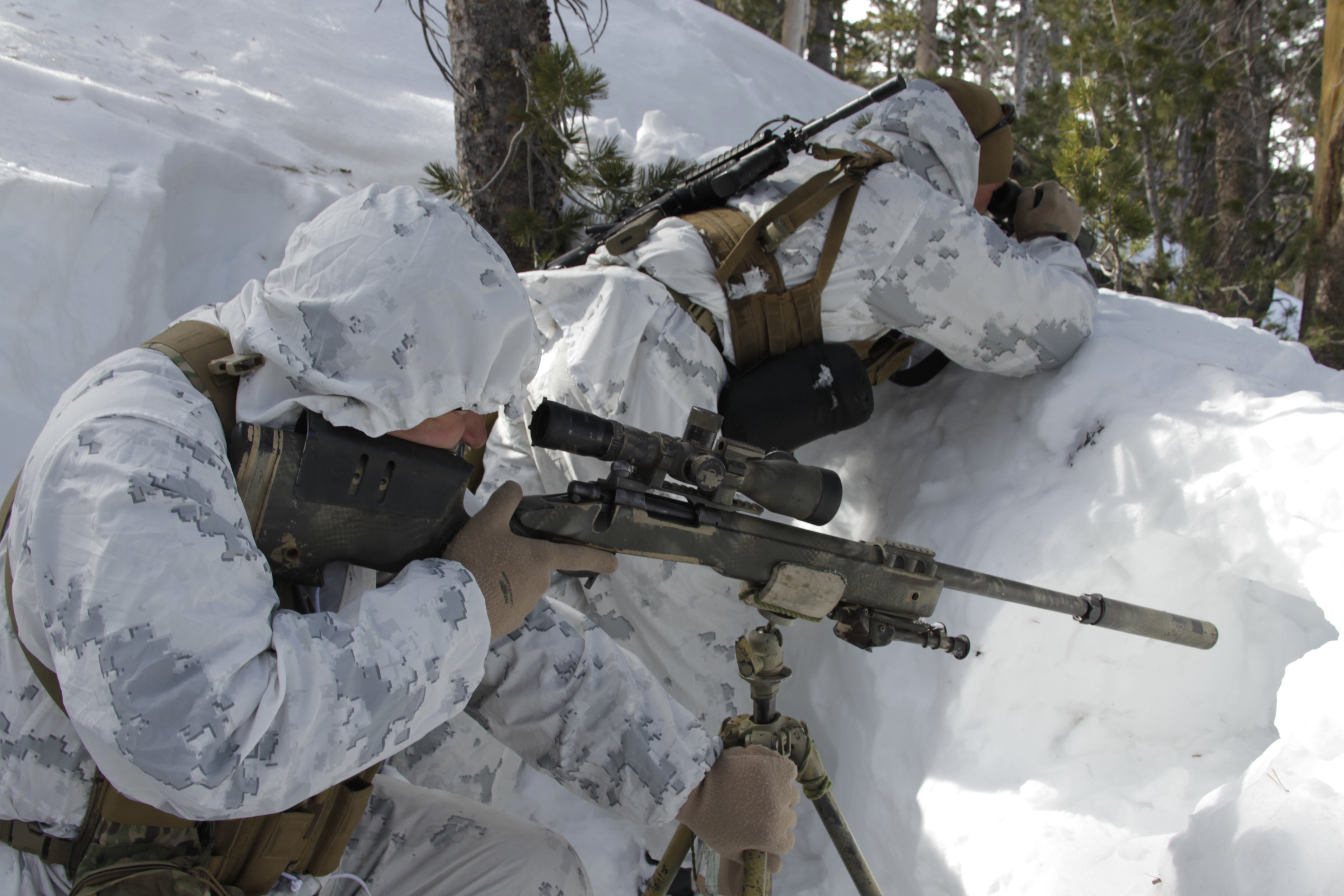
Um atirador de elite utilizando um M40A5 com tripé e silenciador no treinamento do Mountain Warfare Training Center

- Estados Unidos: Usado pelo Corpo de Fuzileiros Navais dos Estados Unidos.[1]
- Afeganistão: O Exército Nacional do Afeganistão recebeu M40A5 do USMC.[9]
- Malásia: Usado pelo PASKAL da Marinha Real da Malásia.[10]
- Filipinas: 85 M40A5 adquiridos pelo Corpo de Fuzileiros Navais das Filipinas, entregues em 2017.[11] Vários fuzis Remington M700P convertidos para o padrão M40A3.

### Outros
- Durante a insurgência iraquiana, os insurgentes capturaram dois M40A1 em junho de 2004 e dois M40A3 em agosto de 2005 de fuzileiros navais americanos mortos.[12] Em junho de 2006, um dos dois M40A1 iniciais foi recuperado quando um atirador de elite iraquiano foi morto por um atirador de elite do USMC.[13]